# Splendrillia zanzibarica
Splendrillia zanzibarica é uma espécie de gastrópode do gênero Splendrillia, pertencente a família Drilliidae.